# Schmelz
Schmelz è un comune tedesco di 16 136 abitanti, situato nel land della Saarland.